# 禎子
禎子は、日本の女性の名前の一つ。
- 佐々木禎子（ささき さだこ） - 被爆者
- 佐々木禎子 (小説家)（ささき ていこ）- 小説家
- 山内禎子（やまうち さちこ） - 皇族、華族
- 左右田禎子（そうた さちこ） - アナウンサー
- 要田禎子（ようだ さちこ）- 女優、声優
- 富小路禎子（とみのこうじ よしこ）- 歌人
- 栗田禎子（くりた よしこ）- 歴史学者
- 槌田禎子（つちだ ていこ）- アナウンサー
- 工藤禎子（くどう ていこ）- 経営者
- 藤野禎子（ふじの ていこ）- 映像作家、アニメーター
- 禎子内親王（ていしないしんのう）
- 禎子 (小惑星) - 被爆者である佐々木禎子にちなんで命名された小惑星。